# 파워커브
파워 커브(Power curve)는 커브의 일종으로 일반적인 커브나 너클 커브 등에 비해 구속이 빠르고 날카롭게 떨어지는 구종이다. 슬라이더와 비슷하지만 비스듬히 떨어지는 슬라이더 달리 횡으로 휘지 않고 직선으로 떨어진다. 일반 커브와 달리 손목을 틀지 않고 손가락 힘과 미리 틀어놓은 손목으로 던지는 구종이기 때문에 팔에 무리가 가지 않는 구종이다. 손목을 틀지 않고 던지기 때문에 일반 커브보다 빠르다. 일반 커브에 비해 직선 궤적에서 형성되며 홈플레이트 근처에서 톱스핀에 의해 급하게 떨어진다. 이 구질을 높게 제구하면 커브로 인식되지만 직구의 궤적에서 떨어지는 방식으로 제구했을 때는 종슬라이더로 불리기도 한다.
메이저 리그의 전설적인 강속구 투수 놀란 라이언이 던진 것이 시초로 알려져 있다.한 시즌 63세이브를 올린 적이 있던 프란시스코 로드리게스(볼티모어 오리올스)의 파워커브와 박찬호의 슬러브가 유명하다.
KBO 리그에서는 전 삼성 라이온즈 투수 김상엽(NC 다이노스 코치), 기아 타이거즈 투수 김태영, 한화 이글스의 전 용병투수 데니 바티스타, LG 트윈스 투수 임정우, SK와이번스의 전 용병투수 앙헬 산체스가 잘 던진다고 알려져 있다.